# Nikolái Afanásiev
Nikolái Afanásiev (en ru. Николай Афанасьев) también a veces Nicolás Afanasieff (1893-1966) fue un teólogo ortodoxo de origen ruso. 

## Teología
Afanásiev es el principal exponente de la eclesiología eucarística. A partir del análisis de la Escritura (sobre todo 1º Cor 10, 16-17; 12, 27-28) y de los Padres (especialmente Clemente, Ignacio) emerge que la eucaristía es el centro constitutivo de la identidad eclesial y que la Iglesia está allí donde está la asamblea eucarística y viceversa. Cada Iglesia local es la Iglesia en totalidad en su contenido teándrico. En eclesiología «uno más uno es uno». Cada Iglesia local manifiesta toda la plenitud de la Iglesia de Dios. En la Iglesia, la unidad y la pluralidad, no solamente son superadas, sino que, además, una contiene a la otra. Entre las Iglesias puede existir una «prioridad» pero nunca un «primado». Prioridad dada por el servicio y el amor. Para él entre católicos y ortodoxos no existe una ruptura en cuanto tal, sino una cesación de relaciones.
Sus elementos positivos:
- poner en evidencia la centralidad de la relación estrechísima existente entre Eucaristía e Iglesia;

- la interpretación «eucarística» de todos los elementos de la vida eclesial: el episcopado, la «recepción» recíproca, la unidad y la multiplicidad de la Iglesia...

Pero también existen algunos límites:
- el desconocimiento de la "ortodoxia" como condición para la unidad eucarística;

- la exclusión del poder y del "ius" en la Iglesia, olvidando que ha sido Cristo mismo quien ha confiado a los apóstoles una autoridad de derecho;

- cierta insuficiencia en la elaboración de la unidad canónica (diferenciación entre la eucaristía episcopal y la presbiteral; la estructura sinodal de la unidad entre las Iglesias, enraizada en la ordenación episcopal);

- la artificiosa contraposición entre la eclesiología eucarística y la eclesiología universal, no considerando que la ecleisología universal está ya presente en el NT.